# Kalāteh-ye Mīrzā Raḩīm
Kalāteh-ye Mīrzā Raḩīm (persiska: کلاته میرزا رحیم) är en ort i Iran.   Den ligger i provinsen Nordkhorasan, i den nordöstra delen av landet, 600 km öster om huvudstaden Teheran. Kalāteh-ye Mīrzā Raḩīm ligger 1 187 meter över havet och antalet invånare är 780.
Terrängen runt Kalāteh-ye Mīrzā Raḩīm är huvudsakligen platt, men åt nordost är den kuperad.Runt Kalāteh-ye Mīrzā Raḩīm är det ganska glesbefolkat, med 30 invånare per kvadratkilometer. Närmaste större samhälle är Esfarāyen, 8,4 km norr om Kalāteh-ye Mīrzā Raḩīm. Trakten runt Kalāteh-ye Mīrzā Raḩīm är ofruktbar med lite eller ingen växtlighet.